# Pestka (film)
Pestka – polski film fabularny w reżyserii Krystyny Jandy z 1995 roku, na podstawie książki Anki Kowalskiej o tym samym tytule.
Film został uznany za najlepszy debiut reżyserski na 20. Festiwalu Polskich Filmów Fabularnych w Gdyni.
Plenery: Warszawa, Sopot.

## Fabuła
Ekranizacja popularnej w latach 60. książki Anki Kowalskiej od początku budziła wiele kontrowersji. Adaptacja nie jest wierna literackiemu pierwowzorowi. Główna bohaterka Agata w filmie jest już kobietą dojrzałą, z dużym bagażem doświadczeń życiowych, podczas gdy pierwowzór literacki to młoda dziewczyna. Agata jest niezależną finansowo dziennikarką piszącą wiersze. Chociaż dobiega czterdziestki, wciąż pozostaje samotna. Na ślubie przyjaciółki poznaje Borysa, żonatego architekta, który stara się być dobrym ojcem i wiernym mężem. Borys jest człowiekiem bardzo religijnym. Nagły wybuch namiętnego uczucia między Agatą i Borysem dramatycznie komplikuje losy obojga bohaterów. Agata nie próbuje rozbijać małżeństwa Borysa, najwyższą wartością wydaje się być dla niej sama miłość, jest przygotowana na cierpienie. Wątkiem równoległym są losy małżeństwa Sabiny, przyjaciółki Agaty, i jej męża Józefa, pragmatycznego konserwatysty.

## Obsada
- Krystyna Janda – Agata Koman
- Daniel Olbrychski – Borys Janicki
- Anna Dymna – Teresa, żona Borysa
- Agnieszka Krukówna – Sabina, przyjaciółka Agaty
- Jan Frycz – Józef, mąż Sabiny
- Jan Englert – Sewer, wspólnik Borysa